# Ryūhei Kitamura
Ryūhei Kitamura (北村 龍平, Kitamura Ryūhei) est un réalisateur, producteur et scénariste japonais né le 30 mai 1969 dans la préfecture d'Osaka (Japon). Kitamura est représenté par John Campisi à la Creative Artists Agency, gérée par Adam Krentzman.

## Biographie
Né dans la préfecture d'Osaka, Japon, Ryūhei Kitamura quitte le lycée et part à l'École d'Arts plastiques en Australie à 17 ans. Son premier court-métrage, Exit, lui permet d'obtenir son premier diplôme de cinéma à l'âge de 19 ans. Après la réception de son diplôme, il retourne au Japon pour établir le Napalm Film, son studio de production de films indépendant. Tandis que ses films Down to Hell et Heat After Dark remportent du succès dans des festivals du cinéma, l'ascension de Kitamura arrive à son plus haut niveau avec la venue de Versus, l'ultime guerrier.
De par le succès de Versus, l'ultime guerrier, la Tōhō lui propose de réaliser l'adaptation d'Azumi.
Kitamura signe en 2008 Midnight Meat Train, qui est basé sur la nouvelle d'épouvante de Clive Barker du même nom pour Lakeshore Entertainment and Lionsgate. Sa sortie aux États-Unis est le 1er août 2008. Ce film marque le début de la carrière américaine de Ryūhei Kitamura.

## Filmographie sélective

### Producteur
- 1997 : Down to Hell
- 2003 : Battlefield Stadium (Jigoku kôshien), de Yudai Yamaguchi

### Réalisateur
- 1996 : Heat After Dark
- 1997 : Down to Hell
- 2000 : Versus, l'ultime guerrier
- 2002 : Jam Films (segment The Messenger - Requiem for the Dead)
- 2002 : Alive (en)
- 2003 : Aragami
- 2003 : Azumi (あずみ?)
- 2003 : Sky High
- 2004 : Longinus
- 2004 : Godzilla: Final Wars (ゴジラ ファイナルウォーズ, Gojira: Fainaru wōzu?)
- 2006 : LoveDeath
- 2008 : Midnight Meat Train (The Midnight Meat Train)
- 2012 : No One Lives
- 2014 : Lupin III
- 2017 : Downrange
- 2020 : The Doorman
- 2022 : Tenma-sō no san shimai (天間荘の三姉妹?)
- 2022 : The Price We Pay

### Scénariste
- 1996 : Heat After Dark
- 1997 : Down to Hell
- 2000 : Versus, l'ultime guerrier
- 2002 : Alive (en)
- 2003 : Aragami
- 2004 : Longinus
- 2004 : Godzilla: Final Wars (ゴジラ ファイナルウォーズ, Gojira: Fainaru wōzu?)

## Jeu vidéo
- 2004 : mise en scène des cinématiques du jeu vidéo Metal Gear Solid: The Twin Snakes.

## Récompenses
- Prix du meilleur réalisateur lors du Fantafestival 2001 pour Versus, l'ultime guerrier.
- Corbeau d'argent (pour la réalisation) lors du Festival international du film fantastique de Bruxelles 2003 pour Aragami.
- Prix du public lors du Festival du film de Philadelphie 2004 pour Azumi.
- Prix du public lors du Fantastic'arts 2009 pour The Midnight meat train.